# 飛行群 (第5航空団)
第5航空団飛行群（だい5こうくうだんひこうぐん）は、新田原基地に所在する第5航空団隷下の部隊である。

## 部隊編成
- 群本部
- 第305飛行隊
- 臨時F-35B飛行隊

## 主要幹部
| 官職名              | 階級    | 氏名     | 補職発令日     | 前職                             |
| ------------------- | ------- | -------- | -------------- | -------------------------------- |
| 第5航空団飛行群司令 | 1等空佐 | 玉崎正史 | 2015年04月01日 | 航空幕僚監部総務部総務課渉外班長 |

| 代 | 氏名       | 在職期間                        | 前職                                               | 後職                                                   |
| -- | ---------- | ------------------------------- | -------------------------------------------------- | ------------------------------------------------------ |
|    | 松村正二   | 0000年00月00日 - 1967年07月16日 |                                                    | 航空幕僚監部付                                         |
|    | 中島泉二郎 | 1967年07月17日 - 1969年02月16日 | 航空自衛隊幹部学校付                               | 航空幕僚監部運用課運用第1班長                          |
|    | 上垣済     | 0000年00月00日 - 1971年02月15日 |                                                    | 航空自衛隊幹部学校研究員                               |
|    | 樋口則英   | 1971年02月16日 - 1972年03月15日 | 航空総隊司令部防衛部運用班長                       | 中部航空方面隊司令部防衛部長                           |
|    | 藤岡昇     | 1972年03月16日 - 1973年06月30日 | 第2航空団司令部防衛部長                            | 航空幕僚監部防衛部運用課 飛行支援班長                  |
|    | 山田公平   | 0000年00月00日 - 1975年05月15日 |                                                    | 航空実験団飛行実験群司令                               |
|    | 上杉由巳雄 | 0000年00月00日 - 1977年08月15日 |                                                    | 南西航空混成団司令部監察官                             |
|    | 中村啓之   | 1977年08月16日 - 1979年03月15日 | 航空実験団飛行実験群飛行隊長                       | 第1輸送航空隊司令                                      |
|    | 武石榮三   | 1979年03月16日 - 1981年03月15日 | 航空幕僚監部防衛部運用課 運用第2班長               | 航空自衛隊幹部学校勤務                                 |
|    | 上釜俊一   | 1981年03月16日 - 1983年03月15日 | 航空実験団飛行実験群飛行隊長                       | 統合幕僚学校学校教官                                   |
|    | 増田直之   | 0000年00月00日 - 1985年03月15日 |                                                    | 飛行教導隊司令                                         |
|    | 村木鴻二   | 1985年03月16日 - 1986年03月16日 | 第5航空団勤務                                      | 航空幕僚監部防衛部防衛課長                             |
|    | 白川司     | 1986年03月17日 - 1987年03月15日 | 航空自衛隊幹部学校勤務                             | 航空総隊司令部防衛部運用班長                           |
|    | 杉下誠治   | 1987年03月16日 - 1988年03月15日 | 航空総隊司令部防衛部運用班長                       | 飛行教導隊司令                                         |
|    | 竹河内捷次 | 1988年03月16日 - 1989年03月15日 | 航空幕僚監部防衛部防衛課防衛班長                   | 航空幕僚監部防衛部防衛課勤務                           |
|    | 平田伸成   | 1989年03月16日 - 1991年06月30日 | 航空幕僚監部防衛部防衛課防衛班長                   | 航空幕僚監部防衛部運用課長                             |
|    | 岡田美孝   | 1991年07月01日 - 1993年03月31日 | 航空幕僚監部防衛部防衛課研究班長                   | 航空募僚監部人事教育部補任課長                         |
|    | 藤木清勝   | 1993年04月01日 - 1995年03月22日 | 航空幕僚監部防衛部運用課 運用第2班長               | 統合幕僚会議事務局第5幕僚室 防衛企画調整官 兼 総括班長 |
|    | 新谷二三男 | 1995年03月23日 - 1996年07月31日 | 第83航空隊基地業務群司令                           | 航空開発実験集団司令部監察官                           |
|    | 福山建志   | 1996年08月01日 - 1997年11月30日 | 航空幕僚監部防衛部運用課 運用第1班長               | 中部航空方面隊司令部防衛部長                           |
|    | 滝脇博之   | 1997年12月01日 - 1999年07月31日 | 航空幕僚監部防衛部運用課 運用第4班長               | 南西航空混成団司令部防衛部長                           |
|    | 彌田清     | 1999年08月01日 - 2001年01月10日 | 航空幕僚監部防衛部防衛課編成班長                   | 航空幕僚監部人事教育部補任課長                         |
|    | 大村正雄   | 2001年01月11日 - 2002年07月31日 | 航空教育集団司令部教育部 教育第2課長               | 西部航空方面隊司令部防衛部長                           |
|    | 山本康正   | 2002年08月01日 - 2003年12月19日 | 航空幕僚監部人事教育部教育課 飛行教育班長          | 航空総隊司令部防衛部運用課長                           |
|    | 横塚一夫   | 2003年12月20日 - 0000年00月00日 | 航空幕僚監部防衛部運用課運用調整官                 |                                                        |
|    |            | 0000年00月00日 - 0000年00月00日 |                                                    |                                                        |
|    | 中西弘     | 0000年00月00日 - 2006年09月18日 |                                                    | 中部航空方面隊司令部防衛部長                           |
|    | 高崎一司   | 2006年09月19日 - 2008年03月31日 | 飛行開発実験団飛行実験群司令                       | 飛行開発実験団副司令                                   |
|    | 渡邊弘     | 2008年04月01日 - 2010年03月31日 | 南西航空混成団司令部防衛部防衛課長                 | 第83航空隊副司令                                       |
|    | 廣島美朗   | 2010年04月01日 - 2011年11月30日 | 西部航空方面隊司令部防衛部防衛課長                 | 飛行教導隊司令                                         |
|    | 尾崎義典   | 2011年12月01日 - 2013年03月31日 | 航空総隊司令部勤務 兼 航空幕僚監部防衛部防衛課勤務 | 航空幕僚監部運用支援・情報部 情報課長                  |
|    | 西野一行   | 2013年04月01日 - 2014年03月31日 | 航空自衛隊幹部学校計画課長                         | 第8航空団飛行群司令                                    |
|    | 壁島栄一   | 2014年04月01日 - 2015年03月31日 | 統合幕僚監部運用部運用第1課 総括班長               | 航空総隊司令部防衛部防衛課長                           |
|    | 玉崎正史   | 2015年04月01日 -                | 航空幕僚監部総務部総務課渉外班長                   |                                                        |